# Hiller XH-44
Hiller XH-44 Hiller-Copter var en amerikansk experimenthelikopter med koaxialrotorer, som konstruerades av Stanley Hiller. Den byggdes i ett exemplar.
Stanley Hiller inspirerades som ung av helikoptrar, när han såg bilder av Focke-Wulf Fw 61 och Vought-Sikorsky VS-300. Han började konstruera XH-44 vid 17 års ålder 1942.
XH-44 hade två koaxialrotorer, vilka i ursprungsformen drevs av en 65 hk Franklin-motor. Motorn byttes senare till en 125 hk Lycoming-motor. XH-44 var den första framgångsrika helikoptern med koaxialrotorer i USA och var den första konstruerade helikoptern med rotorblad i metall.
XH-44 gjorde sin första testflygning den 4 juli 1944 på University of Californias stadium i Berkeley. Detta uppmärksammades av Henry J. Kaiser, som finansierade den vidare utvecklingen av Hillers rotorsystem.
Hiller skänkte XH-44 till Smithsonian Institutions National Air and Space Museum 1953.  Helikoptern restaurerades 1974, och 1997 lånades den tillbaka till Hiller för att ställas ut på Hiller Aviation Museum.  Den ursprungliga XH-44 visas inte längre vid Hiller Aviation Museum, men en replika finns utställd på museet.